# Timophane
Timophane (en grec ancien Τιμοϕάνης), fils de Timodème et de Demariste, né vers 411 av. J.-C. à Corinthe, mort en 366/365 av. J.-C., est un homme politique de la Grèce antique, assassiné par son frère Timoléon après avoir tenté de devenir tyran de Corinthe.

## Biographie
Timophane, frère ainé de Timoléon, est issu de l'une des plus illustres familles de Corinthe.
En 367/366, il commande une armée de 3 000 mercenaires chargée de protéger l'isthme de Corinthe d'une tentative d'invasion du Péloponnèse. En 366/365, il décide d'occuper l'acropole de Corinthe et d'imposer sa tyrannie sur la cité. Timoléon s'y oppose avec l'appui des mercenaires et, dans la version de Diodore de Sicile, le tue de sa main. Selon la version de Plutarque, Timophane aurait été tué par deux proches tandis que Timoléon se tenait éloigné, le visage couvert.

## Dans la littérature
La mort de Timophane, thème traité par Plutarque, a été repris par Marie-Joseph Chénier dans son Timoléon. Timophane apparaît également dans le Timoléon de Vittorio Alfieri. 

## Représentations artistiques
La mort de Timophane a fait l'objet de tableaux peints notamment, au XIXe siècle, par Léon Comerre et par Édouard Dantan.